# Serruria
Serruria es un género de plantas perteneciente a la familia Proteaceae, originario de Sudáfrica.

## Taxonomía
Serruria fue descrito por  Burm. ex Salisb. y publicado en Paradisus Londinensis ad t. 66. 1807.

## Especies
Especies incluidas:
- Serruria acrocarpa R.Br.
- Serruria adscendens (Lam.) R.Br.
- Serruria aemula Salisb. ex Knight
- Serruria aitonii R.Br.
- Serruria altiscapa Rourke
- Serruria balanocephala Rourke
- Serruria bolusii E.Phillips & Hutch.
- Serruria brownii Meisn.
- Serruria candicans R.Br.
- Serruria ciliata R.Br.
- Serruria collina Salisb. ex Knight
- Serruria confragosa Rourke
- Serruria cyanoides (L.) R.Br.
- Serruria cygnea R.Br.
- Serruria decipiens R.Br.
- Serruria decumbens (Thunb.) R.Br.
- Serruria deluvialis Rourke
- Serruria dodii E.Phillips & Hutch.
- Serruria effusa Rourke
- Serruria elongata (P.J.Bergius) R.Br.
- Serruria fasciflora Salisb. ex Knight
- Serruria flagellifolia Salisb. ex Knight
- Serruria flava Meisn.
- Serruria florida (Thunb.) Salisb. ex Knight
- Serruria fucifolia Salisb. ex Knight
- Serruria furcellata R.Br.
- Serruria glomerata (L.) R.Br.
- Serruria gracilis Knight
- Serruria gremialis Rourke
- Serruria heterophylla Meisn.
- Serruria hirsuta R.Br.
- Serruria inconspicua L.Guthrie & T.M.Salter
- Serruria incrassata Meisn.
- Serruria kraussii Meisn.
- Serruria lacunosa Rourke
- Serruria leipoldtii E.Phillips & Hutch.
- Serruria linearis Salisb. ex Knight
- Serruria meisneriana Schltr.
- Serruria millefolia Salisb. ex Knight
- Serruria nervosa Meisn.
- Serruria nivenii Salisb. ex Knight
- Serruria pedunculata (Lam.) R.Br.
- Serruria phylicoides (P.J.Bergius) R.Br.
- Serruria pinnata R.Br.
- Serruria rebeloi Rourke
- Serruria reflexa Rourke
- Serruria rosea E.Phillips
- Serruria rostellaris Salisb. ex Knight
- Serruria roxburghii R.Br.
- Serruria rubricaulis R.Br.
- Serruria scoparia R.Br.
- Serruria stellata Rourke
- Serruria trilopha Salisb. ex Knight
- Serruria triternata (Thunb.) R.Br.
- Serruria villosa (Lam.) R.Br.
- Serruria viridifolia Rourke
- Serruria williamsii Rourke
- Serruria zeyheri Meisn.